# Salons d'Octubre
Els Salons d'Octubre van ser unes exposicions col·lectives de pintura i escultura que se celebraren a les Galeries Laietanes de Barcelona, entre els anys 1948 i 1957, excepte dos d'elles, la vuitena i la desena edició, que tingueren lloc al Palau d'Exposicions del Parc de la Ciutadella.
Els fundadors dels Salons d'Octubre foren Francesc Fornells-Pla, Ángel López-Obrero, Jordi Mercadé, Francesc Boadella amb el suport del veterà Josep Maria de Sucre. Al finalitzar el primer Saló d'Octubre, s'hi afegí com a delegat administratiu el col·leccionista i mecences Víctor Maria d'Imbert Manero, que acabà portant el pes organitzatiu de la resta d'edicions.
Per aquests Salons passaren més de cent trenta pintors i escultors que, en la seva majoria, exposaven per primera vegada al públic. Si repassem el llistat d'artistes que hi participaren, ens adonem que en aquestes exposicions es donaren a conèixer els noms més rellevants de l'art català de la darrera meitat del segle xx.
| Abelló, Joan           | Garcia Llort, Josep M.  | Roda, Joan Antoni          |
| Alba, Emili            | Garcia Vilella, F.      | Rodríguez, Modest          |
| Alcoy, Eduard          | Girona, Maria           | Rodríguez Morales, Jeannie |
| Aleu, Marcos           | Gonzalo Lindín, A.      | Rogent, Ramon              |
| Altisent, Aurora       | Gregorio, Eduard        | Rovira, Carme              |
| Amate, Nicolás         | Guansé, Antoni          | Rovira Brull, Josep M.     |
| Aulèstia, Salvador     | Guinovart, Josep        | Sandalinas, Joan           |
| Aymerich, Adolf        | Harris, Josep           | Sanjuan, Bernat            |
| Badia Sabater, Josep   | Hernàndez Pijuan, J.    | Santiañez, Josep           |
| Balmes, Josep Oriol    | Hidalgo, Joaquim        | Saumells, Lluís M.         |
| Bel, Tomàs             | Hurtuna, Josep          | Serra, Eudald              |
| Boadella, Francesc     | Ibarz, Miquel           | Seix, M. Rosa              |
| Boix, Esther           | Isern, Ramon            | Serrahima, Isabel          |
| Brotat, Joan           | Jiménez Balaguer, L.    | Sisquella, Concepció       |
| Brugalla, Josep        | Lerin, Ferran           | Solà de Imbert, Anita      |
| Brull, Josep M.        | López-Obrero, Ángel     | Sola, M.Jesús de           |
| Burkhard, Hilty        | Llovet, Ramon           | Subirà Puig, Josep         |
| Busom, Simó            | Marqués, Enric          | Subirachs, Josep           |
| Busquets, Josep        | Martí Badenas, Marcel   | Sucre, Josep M. de         |
| Capdevila, Manel       |                         | Suñol, Àlvar               |
| Capella, Joan          | Martín, Josep M. de     | Surós, Santi               |
| Casellas, Joaquim      | Martínez, Félix         | Tabara, Lluís Enric        |
| Castells, Andreu       | Martí Sabé, Josep       | Taltavull, Francesc        |
| Castells, Eduard       | Martorell, M. Dolors    | Tàpies, Antoni             |
| Cesena, Héctor         | Mercadé, Jordi          | Tharrats, Joan Josep       |
| Collet, Claude         | Miró, Josefina          | Todó Garcia, Francesc      |
| Costa, Antoni          | Modolell, Enric         | Tort, Pere                 |
| Cots, Joan             | Morera, Jacint          | Torres Monsó, Francesc     |
| Creus, Ricard          | Muxart, Jaume           | Vall Mundó, Maria          |
| Cristòfol, Leandre     | Palau Ferré, Maties     | Vallès, Armand             |
| Cuixart, Modest        | Picas, Antoni           | Vallès, Roman              |
| Curós, Jordi           | Picas, Núria            | Valls, Xavier              |
| Díez, Manel            | Planas, Pilar           | Vallverdú, Mercedes        |
| Espinosa, Josep        | Planasdurà, Enric       | Vasallo, Jacint B.         |
| Estradera, Antoni      | Planell, Carles         | Ventura, Ferran            |
| Faber, Will            | Plaza, Amadeu           | Vila Fàbrega, Eduard       |
| Felip, Victorina       | Ponç, Joan              | Vilà Moncau, Joan          |
| Figuerola, Rodolf      | Porqueras, Lluís        | Vila Plana, Lluis          |
| Folch Roca, Ramon      | Puig Barella, L.        | Villà, Guillem             |
| Fornas, Jordi          | Quera, Lleonci          | Villèlia, Moisés           |
| Fornells Pla, Francesc | Rabasseda, Enric        | Viñallonga, Josep          |
| Fradera, Ricard        | Ràfols Casamada, Albert | Vinyolas                   |
| Friart, Joan Carles    | Riu Serra, Julià        | Xargay, Emília             |
| Furriols, Joan         | Roca, Josep             | Xaus, Antoni               |
| Garcia, Josep Lluis    |                         |                            |